# بالی‌مانی
بالی‌مانی (به انگلیسی: Ballymoney) یک روستا در بریتانیا است که در شهرستان انتریم واقع شده‌است. بالی‌مانی ۱۰٬۴۰۲ نفر جمعیت دارد.

## خواهرخوانده
شهرهای وانو، بنبروک، تگزاس و دوگلاس (جزیره من) خواهرخوانده‌های بالی‌مانی هستند.